# إن ماب
إن ماب (بالإنجليزية NMAP) (مخطط الشبكة) هو ماسح أمني للثغرات مكتوب من قبل ليون غوردون (المعروف أيضا باسم مستعار له فيودور.) هذا الماسح يستخدم لاكتشاف المضيفين والخدمات على شبكة الكمبيوتر، وبالتالي خلق «خريطة» للشبكة. ولتحقيق هدفها يقوم NMAP بإرسال الحزم التي وضعت خصيصا للمضيف المستهدف ويقوم بتحليلها ثم يقوم بعرض النتائج. بشكل مبسط nmap هو اداة تستخدم في لوحة الآوامر وتقوم هذه الآداة بإختبار الشبكات وعرض الثغرات المفتوحة والآجهزة المتصلة على الشبكة

## المميزات

### مميزات Nmap تتضمن
- اكتشاف المضيف : تحديد المضيفين على الشبكة. على سبيل المثال : الإستماع للمضيفين الذين يستجيبون لـطلبات TCP و/أو ICMP أو لديهم منفذ محدد مفتوح.
- فحص المنافذ : عرض المنافذ المفتوحة على مضيف معين.
- تحديد النسخة : فحص خدمات الشبكة على الأجهزة البعيدة لتحديد أسماء التطبيقات ورقم النسخة.
- تحديد النظام : تحديد نظام التشغيل وخصائص مكونات الكمبيوتر (Hardware) لأجهزة الشبكة.
- التفاعل البرمجي مع الهدف : باستخدام المحرك البرمجي لـ Nmap اختصارأ NSE و لغة البرمجة Lua.

Nmap يستطيع توفير معلومات أكثر عن الأهداف، يتضمن أسماء DNS العكسية، وأنواع الأجهزة، وعناوين MAC.

### الأستخدام الشائع لـNmap
- التدقيق في أمن الجهاز أو الجدار الناري عن طريق تحديد اتصالات الشبكة التي يمكن إجراؤها خارجها أو داخلها.
- تحديد المنافذ المفتوحة على الجهاز المستهدف خلال عملية التدقيق.
- جرد وتخطيط الشبكة بالإضافة لصيانتها وإدارتها.
- التدقيق في أمن الشبكة عن طريق تحديد خوادم جديدة.
- توليد مسارات للأجهزة على الشبكة وتحليل الإجابات في الشبكة ووقت الإجابات.
- إيجاد واستغلال الثغرات في الشبكة.

## طريقة الاستخدام وبعض الخيارات
لإستخدام Nmap مع الخيارات نستخدم الصيغة التالية :
nmap -options targetAddress
مثال : nmap -A -T4 scanme.nmap.org
بعض الخيارات مع nmap :
<nmap -iL <inputfilename : فحص الأهداف من ملف.
nmap ip1 ip2 ip3 : فحص عناوين IPs محددة.
nmap domainName : فحص عنوان محدد.
<nmap --exlude <inputfilename : استثناء أهداف من الفحص من ملف معين.
p- : لفحص منفذ أو منافذ محددة.
sV- : لفحص الخدمات والنسخة لكل خدمة التي تعمل على المنافذ.
oN- : لجعل المخرجات على الصيغة الاعتيادية.
oX- : لجعل المخرجات على الصيغة XML.
oG- : لجعل المخرجات على الصيغة التي تناسب grep.
oA- : لجعل المخرجات على الصيغ الثلاث معاً.

## أمثلة على استخدام Nmap
nmap scanme.nmap.org -sn تعطيل فحص المنافذ.
nmap -iL targets.txt فحص قائمة الأهداف الموجودة في الملف النصي.
nmap scanme.nmap.org -p 22 افحص المنفذ 22.
nmap scanme.nmap.org -p 1-100 افحص المنافذ من 1 إلى 100.
nmap scanme.nmap.org -sV حاول تحديد الخدمات ونسخة كل خدمة موجودة على المنفذ.

## نتائج التقرير
Nmap توفر 4 صيغ للتقرير الخاص بالشبكة. جميعها ما عدا التفاعلي Interactive تحفظ في ملف. المخرجات من Nmap تمكن المستخدم من إنشاء صيغ نصية لإنشاء تقاريرمخصصة.
مثلاً : تحليل العمليات التي تستخدم بروتوكول tcp.
1) التفاعلي Interactive
يظهر النتائج ويحدثها مباشرةً خلال استخدام nmap من سطر الاوامر. خيارات متعددة يمكن إدخالها خلال 	الفحص لتسهيل مراقبة الشبكة.
2) XML :
يظهر التقرير على صيغة xml والذي يمكن معالجته بأدوات XML بالإضافة أنه بالإمكان تحويله إلى تقرير على صيغة HTML باستخدام XSLT.
3) Grepable
المخرجات مناسبة لأدوات المعالجة النصية المطابقة للتعابير القياسية كـ grep , sed or awk .
4) الأعتيادي Normal
المخرجات تشاهد من سطر الأوامر خلال عمر nmap لكن تحفظ في ملف.

## المسائل القانونية والأخلاقية
Nmap أداة يمكن استخدامها لإكتشاف الخدمات التي تعمل على أنظمة متصلة بالإنترنت. مثل أي أداة يمكن أن تستخدم من قبل المخترقين اصحاب القبعات السود لمحاولة كسب وصول غير مسموح لنظام معين. على كل حال Nmap ايضاً تستخدم من مديري الأنظمة والأمن للوصول لشبكتهم الخاصة واكتشاف الثغرات فيها.
مديري الأنظمة يستخدمون Nmap للبحث عن الخوادم الغير متحقق منها، بالإضافة إلى الأجهزة التي لا تطبق معايير الأمان في الشبكة.
Nmap مرتبط بأدوات تقييم الضعف مثلNessus والذي يقوم باختبار الثغرات الشائعة في المنافذ المفتوحة.

## معرض صور

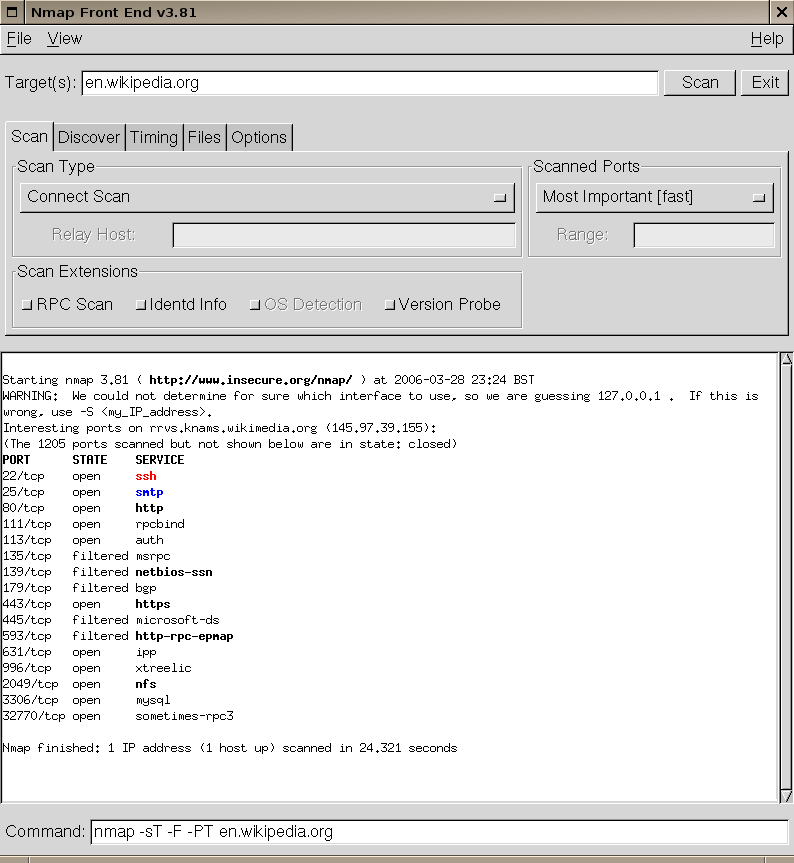
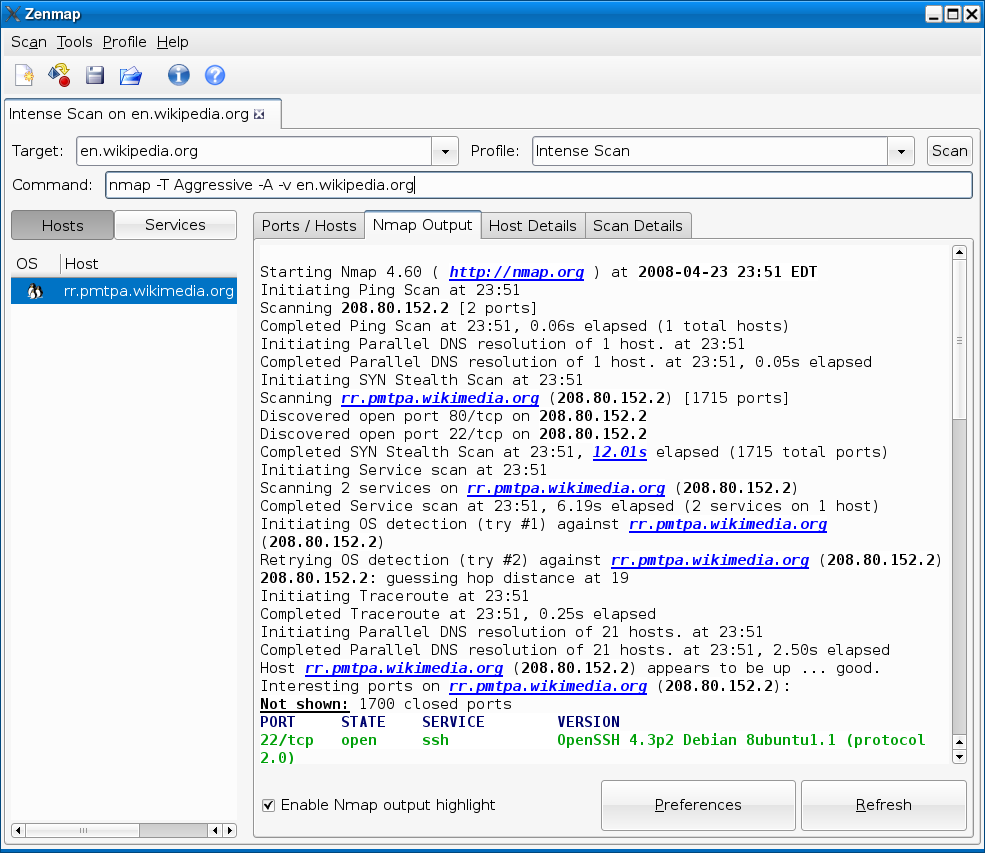
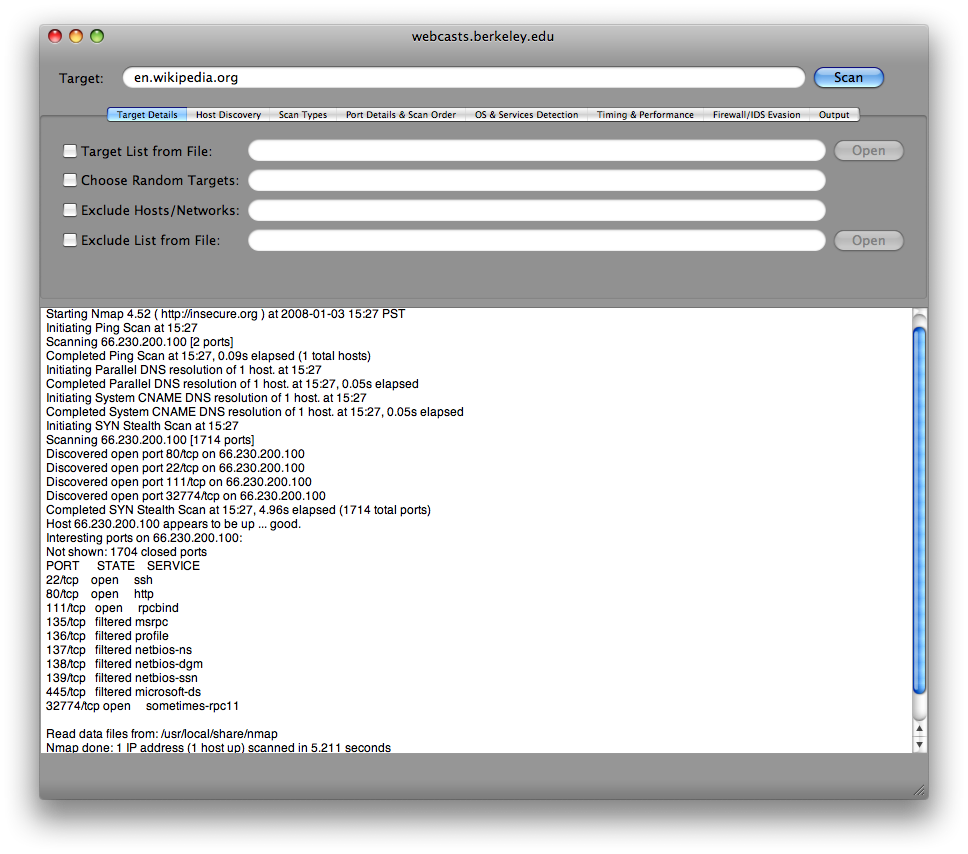

## روابط
- Official website
- Sectools.org website by Fyodor, listing most popular hacking tools
- First release of Nmap in Phrack Magazine
- Nmap in The Matrix على يوتيوبYouTube
- Compiled SVN versions of NMap for Windows
- Online tool for performing remote Nmap scans